# ChatGPT Deep Research
ChatGPT Deep Research Era una herramienta de IA de Chatgpt, actualmente descontinuada por openAI. Esta funcionalidad elabora informes detallados y con referencias sobre temas seleccionados por el usuario, explorando la web de manera independiente durante períodos que oscilan entre 5 y 30 minutos. Su capacidad abarca la interpretación y el análisis de contenido textual, visual y documentos en formato PDF.
Además, se prevé que en un futuro próximo pueda generar visualizaciones e incluir imágenes en sus reportes. Esta avanzada herramienta se fundamenta en una variante especializada del modelo o3 desarrollado por OpenAI. Sin embargo, OpenAI reconoce que Deep Research presenta ciertas limitaciones. En ocasiones, este sistema puede generar información inexacta o realizar deducciones erróneas. Otro aspecto a considerar es su potencial dificultad para comunicar de manera precisa los niveles de incertidumbre asociados a la información que proporciona.
OpenAI ha ampliado el acceso a Deep Research a varios niveles de suscripción. Los usuarios del plan Pro, que pagan 200 dólares mensuales, han aumentado la capacidad de su cuota pasando de 100 a 120 consultas por mes. Mientras tanto, los suscriptores de los planes Plus, Team, Edu y Enterprise han recibido acceso a esta funcionalidad con una asignación de 10 consultas mensuales.
Cuando el servicio fue lanzado inicialmente, no estaba disponible para los usuarios ubicados en el Reino Unido ni en otros países de Europa, lo que supuso una limitación geográfica en su despliegue inicial.